# Plaza de Cibeles

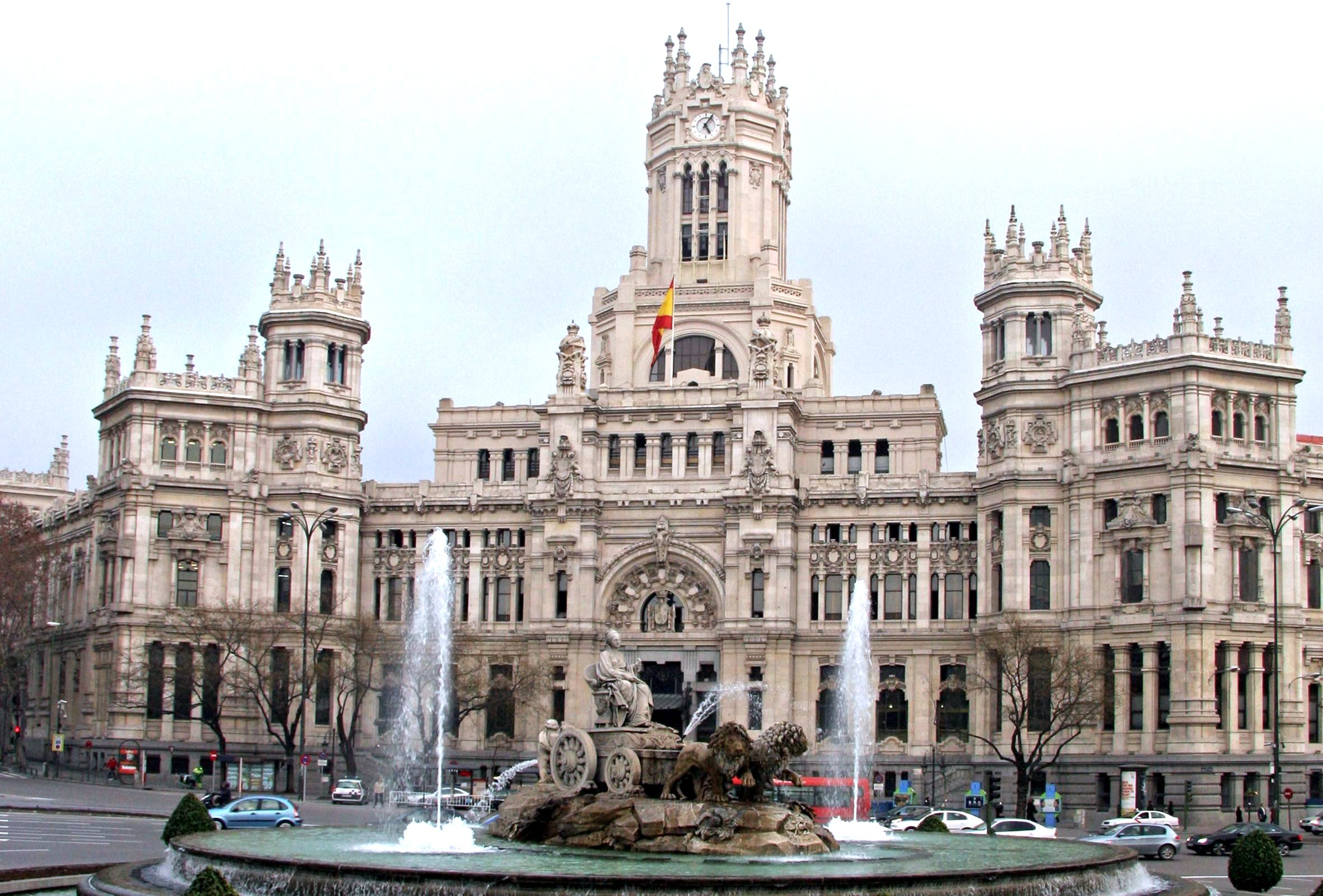
Plaza de Cibeles

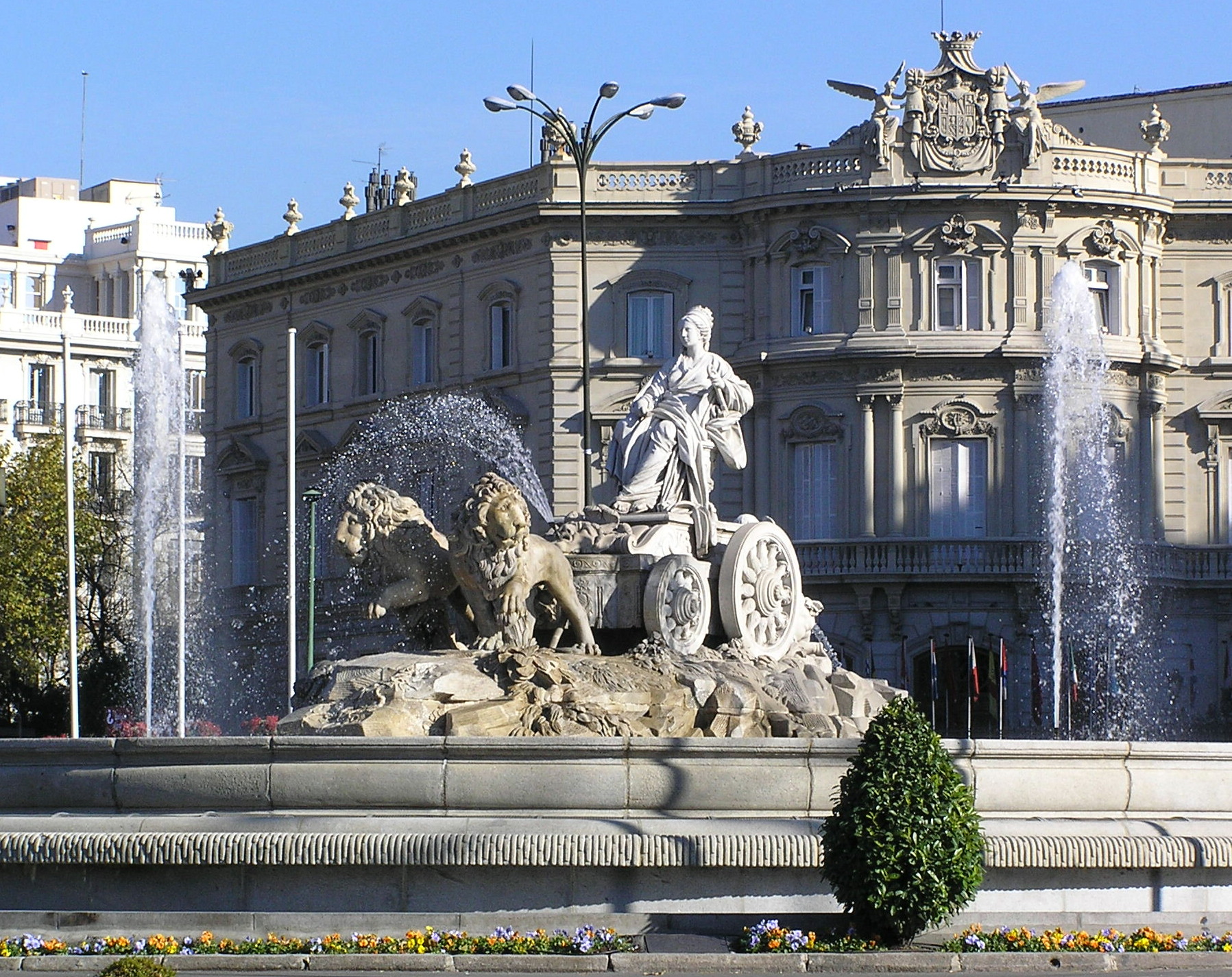
Die Fuente de Cibeles mit dem Palacio de Linares im Hintergrund

Die Plaza de Cibeles ist ein verkehrsreicher Platz in Madrid, Spanien, und befindet sich an der Kreuzung der Straßen Calle Alcalá, Paseo de Recoletos und Paseo del Prado. Es ist ein Platz mit Ansichtskartencharakter für die spanische Hauptstadt.
In der Mitte des Platzes befindet sich der berühmte Brunnen Fuente de Cibeles. Er ist der griechischen Göttin Kybele gewidmet, welche für die Erde, die Landwirtschaft und die Fruchtbarkeit steht. Die Göttin sitzt auf einem Wagen, der von Löwen gezogen wird. Der Brunnen wurde im Jahr 1782 errichtet. Hierfür waren die Bildhauer Francisco Gutiérrez (für die Gottesfigur und den Wagen) und Roberto Michel (für die Löwen) sowie der Dekorationsmaler Miguel Ximénez (für den Gesamtschmuck) verantwortlich.
Auf der Plaza de Cibeles feiert Real Madrid seine Triumphe, wie z. B. den Gewinn der Liga oder der Champions League.
Der aktuelle Platz nannte sich anfangs Plaza de Madrid, bis er etwa um 1900 in Plaza de Castelar umbenannt wurde. An den vier Seiten des Platzes befinden sich berühmte Gebäude wie der Palacio de Buenavista (das Hauptquartier des Heeres), der Palacio de Linares sowie der Palacio de Comunicaciones, das ehemalige Hauptpostgebäude, das seit Ende 2007 Sitz der Stadtverwaltung von Madrid ist und 2011 in Palacio de Cibeles umbenannt wurde.